# Singa lucina
Singa lucina là một loài nhện trong họ Araneidae.
Loài này thuộc chi Singa. Singa lucina được Jean Victor Audouin miêu tả năm 1826.